# كلابو
كلابو، بالنرويجية Klæbu، بلدية في مقاطعة سور تروندلاغ وتقع في الجزء الجنوبي لإقليم تروندهايم. تبعد حوالي 12 ميلا عن مدينة تروندهايم. المقر الإداري للبلدية هو قرية كلابو، كما تعد تانم قرية رئيسية في البلدية.
تقع قرية كلابو على ضفاف نهر نيديلفا. تبلغ مساحتها حوالي 1.57 كيلومترا مربعا، وعدد سكانها 3,187 نسمة بكثافة تقدر بـ2,030 نسمة في الكيلموتر المربع الواحد.
رغم أن الزراعة ظلت لوقت طويل النشاط الرئيسي في كلابو، لكن العديد من السكان تحولو لممارسة نشاطات أخرى في مدينة تروندهايم.

## معلومات عامة
تأسست بلدية كلابو في 1 يناير/كانون الثاني 1838. في 1 يناير/كانون الثاني 1899 جزء صغير من شمالي شرق كلابو تم فصله عنها ليشكل بلدية جديدة أطلق عليها اسم تيلر.

### التسمية
اسم كلابو باللغة النوردية القديمة هو: Kleppabú. الجزء الأول من الاسم هو جمع لكلمة kleppr وتعني "التلة الصخرية"، أما الجزء bú الأخير فيعني المنطقة الريفية، مع العلم أن كلابو تحتوي على العديد من التلال الصخرية الصغيرة.

### شعار النبالة
شعار النبالة اعتمد حديثا في 8 يوليو/تموز 1983. يتكون من اللونين الأزرق والفضي، ويرمز إلى شلال ترنغفوسن الموجود في نهر نيدالفا. يعد نهر نيدالفا ذا أهمية كبيرة في المنطقة، خاصة في مجالات الزراعة وتوليد الطاقة الكهربائية، وهذا ما جعله رمزا للبلدية. لم يعد بالإمكان مشاهدة الشلال، وهذا لأن الجزء الذي يقع فيها من نهر نيدالفا تم ضمه لبحيرة بيورسيوان بعد بناء سد هيتفوسن.

### الكنائس
تمتلك كنيسة النرويج أبشرية واحدة في بلدية كلابو، وهي تابعة لعمادة هايمدال وأسقفية نيداروس.
| الأبشرية | اسم الكنيسة   | تاريخ البناء | موقع الكنيسة  |
| -------- | ------------- | ------------ | ------------- |
| كلابو    | كنيسة كلابو   | 1790         | كلابو         |
| كلابو    | كنيسة فاسفيال | 1974         | جبل فاسفياليت |

## الجغرافيا
يعد نهر نيدالفا مصدرا هاما للطاقة الكهربائية مع وجود ثلاث محطات لتوليد الطاقة على طول النهر، وينبع شمالا من بحيرة سالبوسيوان. يقع جبل فاسفياليت على الحدود الغربية مع بلدية ميلهاوس.
بلدية كلابو لا تمتلك منفذا بحريا، وتمتلك حدودا مع ثلاث بلديات: ميلهاوس غربا وجنوبا، سيلبو شرقا، وتروندهايم شمالا.

## روابط خارجية
- الموقع الرسمي لبلدية كلابو (باللغة النرويجية). نسخة محفوظة 1 ديسمبر 2011 على موقع واي باك مشين.
- موقع كنيسة كلابو (باللغة النرويجية).
- الدليل السياحي لسو تروندلاغ على Wikivoyage.
- إحصاءات حول كلابو في موقع الإحصاءات النرويجي.